# Le Busseau
Le Busseau és un municipi francès situat al departament de Deux-Sèvres i a la regió de la Nova Aquitània. L'any 2007 tenia 671 habitants.

## Demografia

### Població
El 2007 la població de fet de Le Busseau era de 671 persones. Hi havia 296 famílies de les quals 84 eren unipersonals (52 homes vivint sols i 32 dones vivint soles), 120 parelles sense fills, 72 parelles amb fills i 20 famílies monoparentals amb fills.
La població ha evolucionat segons el següent gràfic:
Habitants censats

### Habitatges
El 2007 hi havia 390 habitatges, 300 eren l'habitatge principal de la família, 58 eren segones residències i 32 estaven desocupats. 370 eren cases i 19 eren apartaments. Dels 300 habitatges principals, 232 estaven ocupats pels seus propietaris, 57 estaven llogats i ocupats pels llogaters i 11 estaven cedits a títol gratuït; 2 tenien una cambra, 24 en tenien dues, 43 en tenien tres, 75 en tenien quatre i 156 en tenien cinc o més. 233 habitatges disposaven pel capbaix d'una plaça de pàrquing. A 169 habitatges hi havia un automòbil i a 103 n'hi havia dos o més.

### Piràmide de població
La piràmide de població per edats i sexe el 2009 era:
| Homes | Edats   | Dones |
| ----- | ------- | ----- |
| 0     | 95 o +  | 0     |
| 0     | 90 a 94 | 4     |
| 20    | 85 a 89 | 28    |
| 8     | 80 a 84 | 12    |
| 28    | 75 a 79 | 24    |
| 12    | 70 a 74 | 24    |
| 20    | 65 a 69 | 28    |
| 12    | 60 a 64 | 20    |
| 12    | 55 a 59 | 8     |
| 28    | 50 a 54 | 24    |
| 20    | 45 a 49 | 28    |
| 24    | 40 a 44 | 12    |
| 36    | 35 a 39 | 32    |
| 24    | 30 a 34 | 24    |
| 12    | 25 a 29 | 20    |
| 4     | 20 a 24 | 12    |
| 36    | 15 a 19 | 28    |
| 36    | 10 a 14 | 36    |
| 32    | 5 a 9   | 24    |
| 28    | 0 a 4   | 16    |

## Economia
El 2007 la població en edat de treballar era de 392 persones, 279 eren actives i 113 eren inactives. De les 279 persones actives 256 estaven ocupades (148 homes i 108 dones) i 23 estaven aturades (9 homes i 14 dones). De les 113 persones inactives 49 estaven jubilades, 23 estaven estudiant i 41 estaven classificades com a «altres inactius».

### Ingressos
El 2009 a Le Busseau hi havia 306 unitats fiscals que integraven 707 persones, la mediana anual d'ingressos fiscals per persona era de 13.804 €.

### Activitats econòmiques
Dels 29 establiments que hi havia el 2007, 2 eren d'empreses alimentàries, 1 d'una empresa de fabricació d'altres productes industrials, 9 d'empreses de construcció, 6 d'empreses de comerç i reparació d'automòbils, 1 d'una empresa de transport, 4 d'empreses financeres, 2 d'empreses immobiliàries, 1 d'una empresa de serveis, 2 d'entitats de l'administració pública i 1 d'una empresa classificada com a «altres activitats de serveis».
Dels 7 establiments de servei als particulars que hi havia el 2009, 2 eren tallers de reparació d'automòbils i de material agrícola, 1 paleta, 1 guixaire pintor, 1 fusteria, 1 lampisteria i 1 electricista.
Dels 2 establiments comercials que hi havia el 2009, 1 era una botiga de menys de 120 m² i 1 una fleca.
L'any 2000 a Le Busseau hi havia 55 explotacions agrícoles que ocupaven un total de 2.016 hectàrees.

## Equipaments sanitaris i escolars
El 2009 hi havia una escola elemental integrada dins d'un grup escolar amb les comunes properes formant una escola dispersa.

## Poblacions més properes
El següent diagrama mostra les poblacions més properes.